# ينس سورينسن (راكب الكنو)
ينس سورينسن هو راكب الكنو دنماركي، ولد في 20 أغسطس 1949.

## وصلات خارجية
- ينس سورينسن على موقع أوليمبيديا (الإنجليزية)